# Evin Ahmad
Evin Ahmad (în kurdă: ئەڤین ئەحمەد; n. 8 iunie 1990, Stockholm, Suedia) este o actriță și autoare suedeză. A fost nominalizată de două ori la Premiile Guldbagge. 

## Biografie

### Tinerețe
Ahmad s-a născut pe 8 iunie 1990 la Stockholm, Suedia, și a crescut în cartierul Akalla din Stockholm, unde a locuit timp de 22 de ani. Părinții ei sunt kurzi, mama ei fiind din Afrin, Siria, iar tatăl ei, un actor din Sulaymaniyah, Irak.

### Carieră
Ahmad a studiat la Academia de Arte Dramatice din Stockholm .  Și-a făcut debutul pe ecran în 2007 cu o adaptare cinematografică a romanului sv⁠(One Eye Red)[Eye Red&page=Ett+%C3%B6ga+r%C3%B6tt+%28film%29&targettitle=sv traduceți] de Jonas Hassen Khemiri..
A câștigat recunoaștere în 2019 pentru rolurile sale din serialul danez post-apocaliptic The Rain și din drama suedeză Quicksand.
Ahmad a câștigat o recunoaștere mai largă în 2021 prin interpretarea Leyei, personajul principal din serialul original Netflix Snabba Cash.
La începutul anului 2022, Ahmad a fost distribuită în rolul principal în producția Netflix Who Is Erin Carter?. A fost primul ei rol important în limba engleză. Serialul a fost difuzat în întreaga lume la sfârșitul lunii august 2023.

### Viața personală
Ea se află într-o relație de lungă durată cu actorul Ardalan Esmaili.

## Filmografie
| Year      | Title                          | Role        | Notes          |
| --------- | ------------------------------ | ----------- | -------------- |
| 2007      | Ett öga rött                   | Yasmine     |                |
| 2014      | Blue Eyes                      | Jasmine     | TV series      |
| 2015      | Beck - Sjukhusmorden           | Sara        |                |
| 2015      | I nöd eller lust               | Peace       |                |
| 2017      | Dröm vidare                    | Mirja       |                |
| 2017      | Vilken jävla cirkus            | Agnes       |                |
| 2018      | Girls of the Sun               | Berivan     |                |
| 2019      | Quicksand                      | Evin Orak   | TV series      |
| 2019      | Vår tid är nu (The Restaurant) | Carmen      | TV series      |
| 2019      | Ring mamma!                    | Maggie      |                |
| 2019      | The Rain                       | Kira        | TV series      |
| 2020      | Tsunami                        | Sara        | TV series      |
| 2021–2022 | Snabba Cash                    | Leya        | TV series      |
| 2023      | Who Is Erin Carter?            | Erin Carter | TV series      |
| 2023      | Face to Face                   | Liz         | TV series      |
| 2025      | Den of Thieves 2: Pantera      | Jovanna     |                |
| 2026      | Den of Thieves 3               | Jovanna     | Pre—production |

## Premii și nominalizări
| An   | Premiu                                        | Categorie | Rezultat | Ref. |
| ---- | --------------------------------------------- | --------- | -------- | ---- |
| 2022 | Festivalul Internațional de Film de la Berlin | Câștigat  | [ 13 ]   |      |